# Marcus Ahlm
Marcus Ahlm (Norra Åsum, 7 de julio de 1978) fue un jugador de balonmano sueco que jugaba como pivote. Fue uno de los componentes de la Selección de balonmano de Suecia con la que disputó 114 partidos internacionales en los que anotó un total de 367 goles.

## IFK Kristianstad
Comenzó su carrera en las categorías inferiores del IFK Kristianstad con el que daría el salto al balonmano profesional sueco y donde permanecería hasta 1999, justo después de proclamarse subcampeón del mundo junior con la selección sueca en el Campeonato del Mundo de la categoría de ese mismo año.

## Alingsås HK
Después de dicho campeonato del mundo junior fichó por el Alingsås HK, donde permanecería durante una sola temporada.

## IFK Ystad
En 2000 el IFK Ystad apostó por su fichaje y donde permanecería las siguientes tres temporadas. En las mismas debutaría con la selección absoluta sueca, formando parte del equipo que venció el Campeonato de Europa de 2002, donde no obstante tuvo un papel testimonial a la sombra de los veteranos Magnus Wislander y Thomas Sivertsson. Asimismo, debutó también en competición continental al disputar la Copa EHF durante dos temporadas.

## THW Kiel
La marcha del pivote y capitán del THW Kiel, el mejor jugador siglo XX según la IHF Magnus Wislander, obligaron al equipo de Kiel a buscar un pivote de garantías que cubriera su puesto en el equipo. El elegido fue Marcus Ahlm, que acabaría jugando para las cebras durante las diez siguientes temporadas en las que consiguió todos los títulos posibles como jugador de balonmano.

## Equipos
- IFK Kristianstad (1990-1999)
- Alingsås HK (1999-2000)
- IFK Ystad (2000-2003)
- THW Kiel (2003-2013)

## Palmarés
- Copa EHF 2004.
- Bundesliga 2005, 2006, 2007, 2008, 2009, 2010, 2012, 2013.
- Copa de Alemania 2007, 2008, 2009, 2011, 2012, 2013.
- Supercopa de Alemania 2005, 2007, 2008, 2011, 2012.
- Liga de Campeones 2007, 2010, 2012.

## Méritos y distinciones
- Jugador sueco del año 2005